# District de Chenghai
Le district de Chenghai (澄海区 ; pinyin : Chénghǎi Qū) est une subdivision administrative de la province du Guangdong, en Chine. Il est placé sous la juridiction de la ville-préfecture de Shantou.

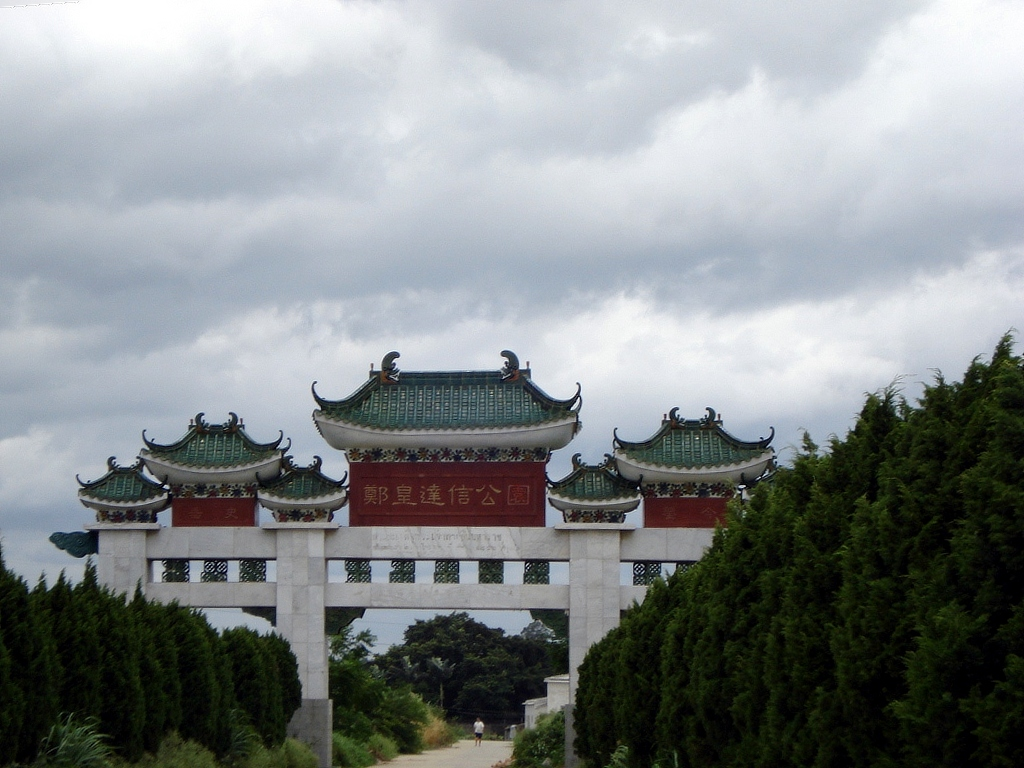
Entrée du sanctuaire des vêtements de Taksin

En 1921 fut découvert à Chenghai une tombe contenant des vêtements du roi Taksin de Thaïlande (1734-1782). On suppose qu'un de ses descendants y aurait envoyé ces vêtements pour qu'ils y soient brûlés selon la coutume chinoise. Cela accrédite la tradition selon laquelle cet endroit serait la ville natale de son père.